# Mbabane

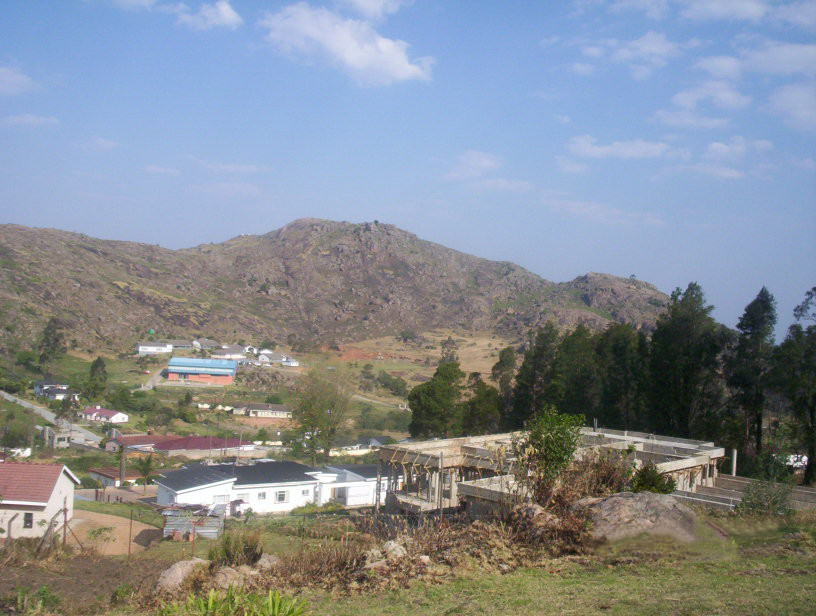
Vy över Mbabane.

Mbabane (siSwati: ÉMbábáne) är huvudstad i Swaziland. Staden har omkring 61 800 invånare (2010). Den är belägen i Mdimbabergen längs Mbabanefloden och är ett handelscentrum för den omgivande regionen. Administrativt ligger staden i distriktet Hhohho, i vilket den också är huvudstad. I närheten av staden finns tenn- och järngruvor. Mbabane, liksom hela Swaziland, får sina största inkomster av turism och sockerexport.
Då staden, liksom Swaziland som helhet, bygger stora delar av sin ekonomi på turism och sockerexport, och genom läget nära Sydafrika, talar många engelska även om siSwati är det huvudsakliga språket.

## Historia
Staden började växa efter att statens administrativa centrum flyttades från Bremersdorp (numera Manzini) 1902. Namnet kommer av en hövding, Mbabane Kunene, som bodde i området när de brittiska bosättarna anlände.

## Geografi och klimat
Staden har en medelhöjd över havet på 1200 meter, vilket gör att staden har en mildare form av subtropiskt klimat. Snö faller ungefär två gånger per årtionde, och frost upplevs några dagar per år. Medeltemperaturen är 15 °C i juli och 22 °C i januari.
Uppmätta normala temperaturer och -nederbörd i Mbabane:
|                                            | Jan   | Feb   | Mar   | Apr  | Maj  | Jun  | Jul  | Aug  | Sep  | Okt   | Nov   | Dec   |
| ------------------------------------------ | ----- | ----- | ----- | ---- | ---- | ---- | ---- | ---- | ---- | ----- | ----- | ----- |
| Normaldygnets maximitemperaturs medelvärde | 24,9  | 24,5  | 24,1  | 22,6 | 21,4 | 19,3 | 19,8 | 21,3 | 23,2 | 22,8  | 22,5  | 23,7  |
| Normaldygnets minimitemperaturs medelvärde | 14,9  | 14,5  | 13,4  | 11,0 | 7,9  | 4,7  | 4,6  | 6,6  | 9,5  | 11,3  | 12,9  | 14,2  |
|                                            |       |       |       |      |      |      |      |      |      |       |       |       |
| Nederbörd                                  | 253,2 | 224,6 | 151,6 | 87,9 | 33,8 | 19,4 | 20,1 | 35,1 | 69,4 | 141,9 | 197,8 | 206,9 |

| Diagram | temperaturer i °C • månadsnederbörd i mm | temperaturer i °C • månadsnederbörd i mm | temperaturer i °C • månadsnederbörd i mm | temperaturer i °C • månadsnederbörd i mm | temperaturer i °C • månadsnederbörd i mm | temperaturer i °C • månadsnederbörd i mm | temperaturer i °C • månadsnederbörd i mm | temperaturer i °C • månadsnederbörd i mm | temperaturer i °C • månadsnederbörd i mm | temperaturer i °C • månadsnederbörd i mm | temperaturer i °C • månadsnederbörd i mm | temperaturer i °C • månadsnederbörd i mm |
|         | 253 25 15                                | 225 25 15                                | 152 24 13                                | 88 23 11                                 | 34 21 8                                  | 19 5                                     | 20 5                                     | 35 21 7                                  | 69 23 10                                 | 142 23 11                                | 198 23 13                                | 207 24 14                                |

## Vänorter
- Fort Worth, USA
- Taipei, Taiwan
- Mersing, Malaysia
- Melilla, Spanien
- Haifa, Israel
- Maputo, Moçambique